# Église Saint-Martin de Ségovie
L’église Saint-Martin (espagnol : iglesia de San Martín) est une église romane catholique située dans la ville espagnole de Ségovie.

## Description
Elevée au XIIe siècle, elle existait déjà en 1117, mentionnée dans le testament de l'abbé Domingo Petit.

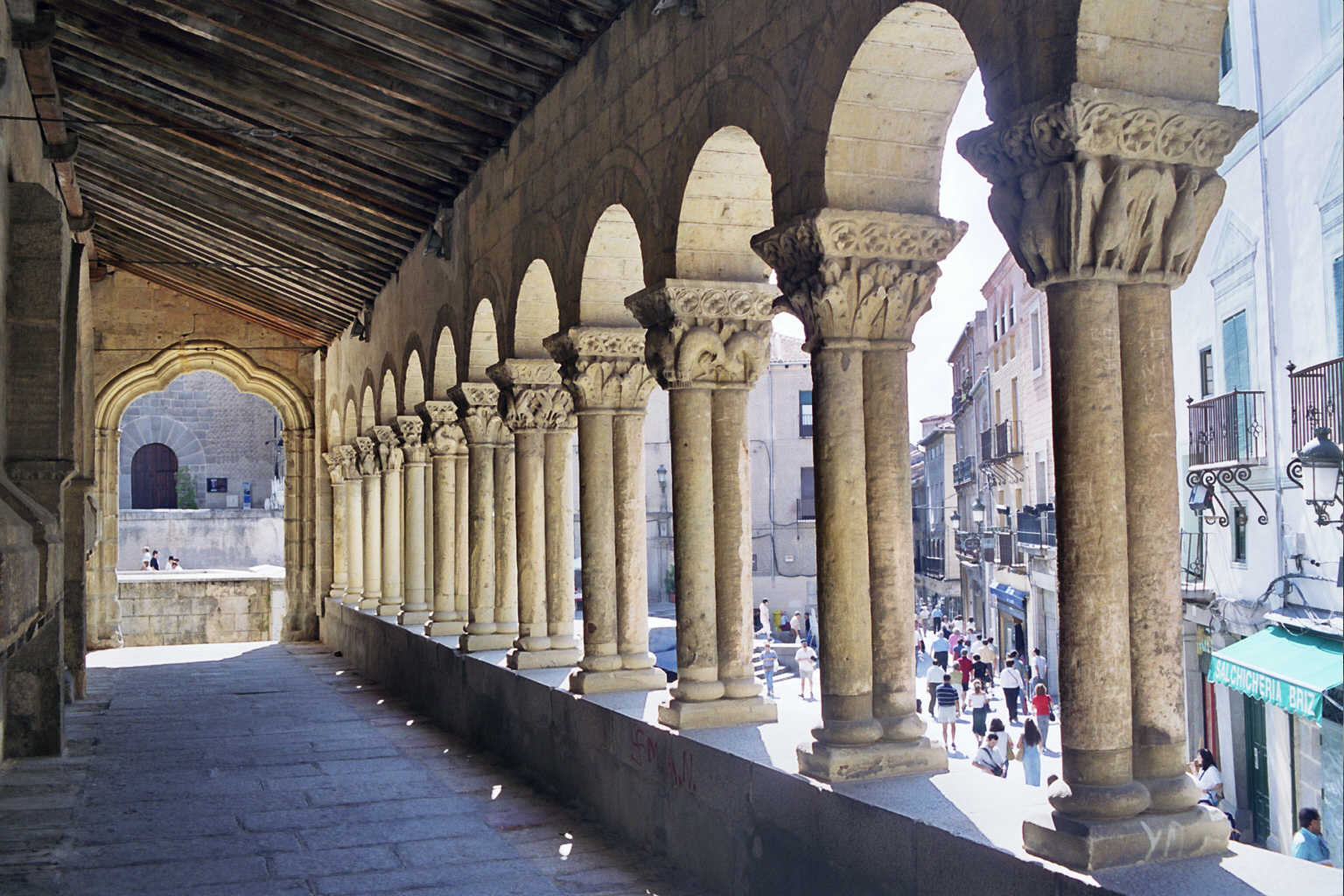
Portique de l'église

L'église diffère en partie de l'originale, puisque certaines parties ont été reconstruites ou éliminées, telles que l'abside centrale, qui a été remplacée. Elle possède trois nefs et un transept avec une tour-lanterne de brique.
Se distingue notamment la tour du clocher, de style roman-mudéjar, qui possède des arcs de brique sur des colonnes de pierre. Non moins remarquable est la galerie-portique, qui entoure une partie de l'église. Ce portique possède des arcs en plein cintre reposant sur des colonnes avec des chapiteaux romans.
Le portail de la façade occidentale est une des portes les plus grandes du roman espagnol. Il s'agit d'une couverture de cinq archivoltes, décorées avec des motifs végétaux. On est accueillis par un portique dont l'ouverture est un grand ensemble d'archivoltes supportées par des statues humaines qui représentent des personnages de l'Ancien Testament.

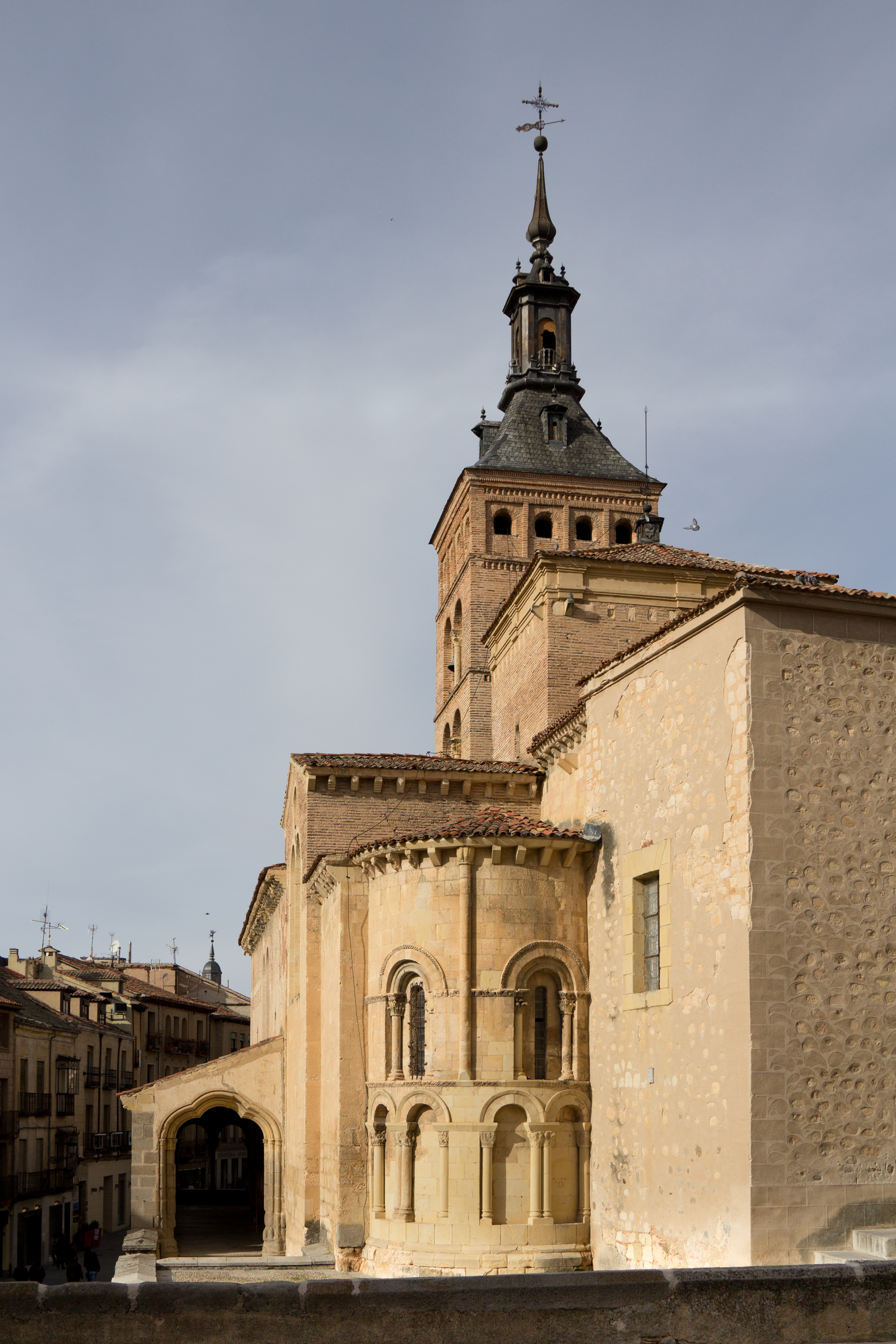
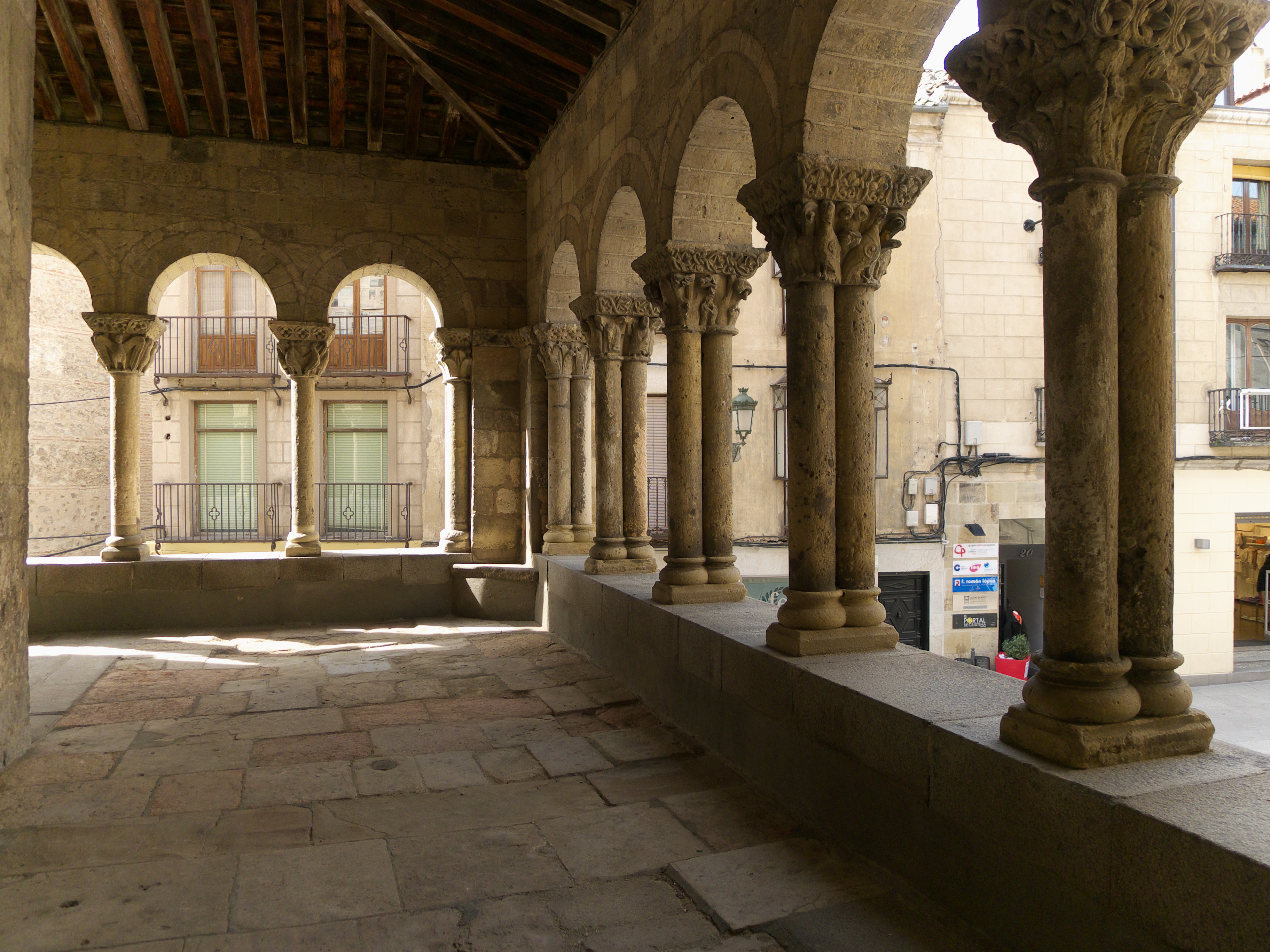
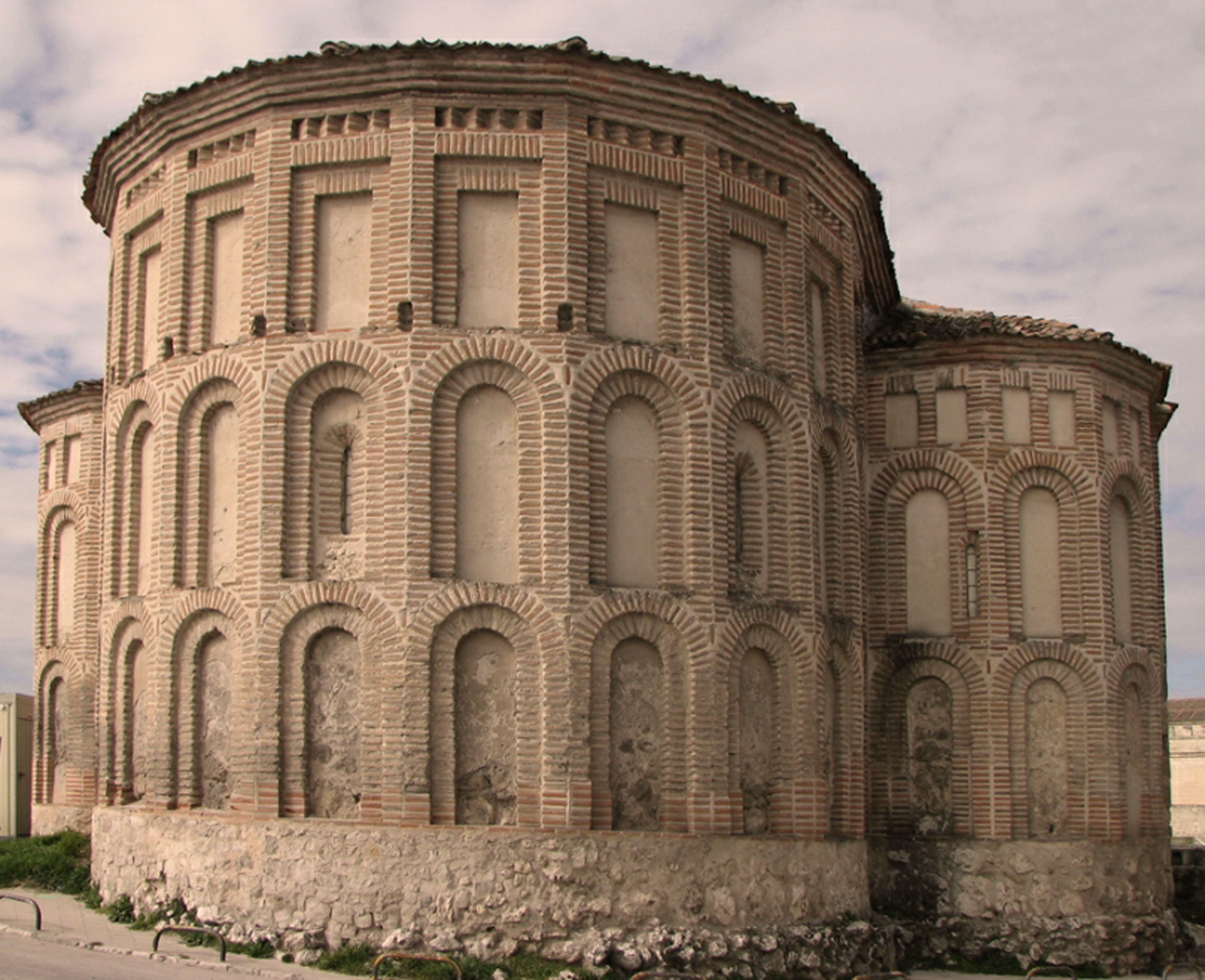
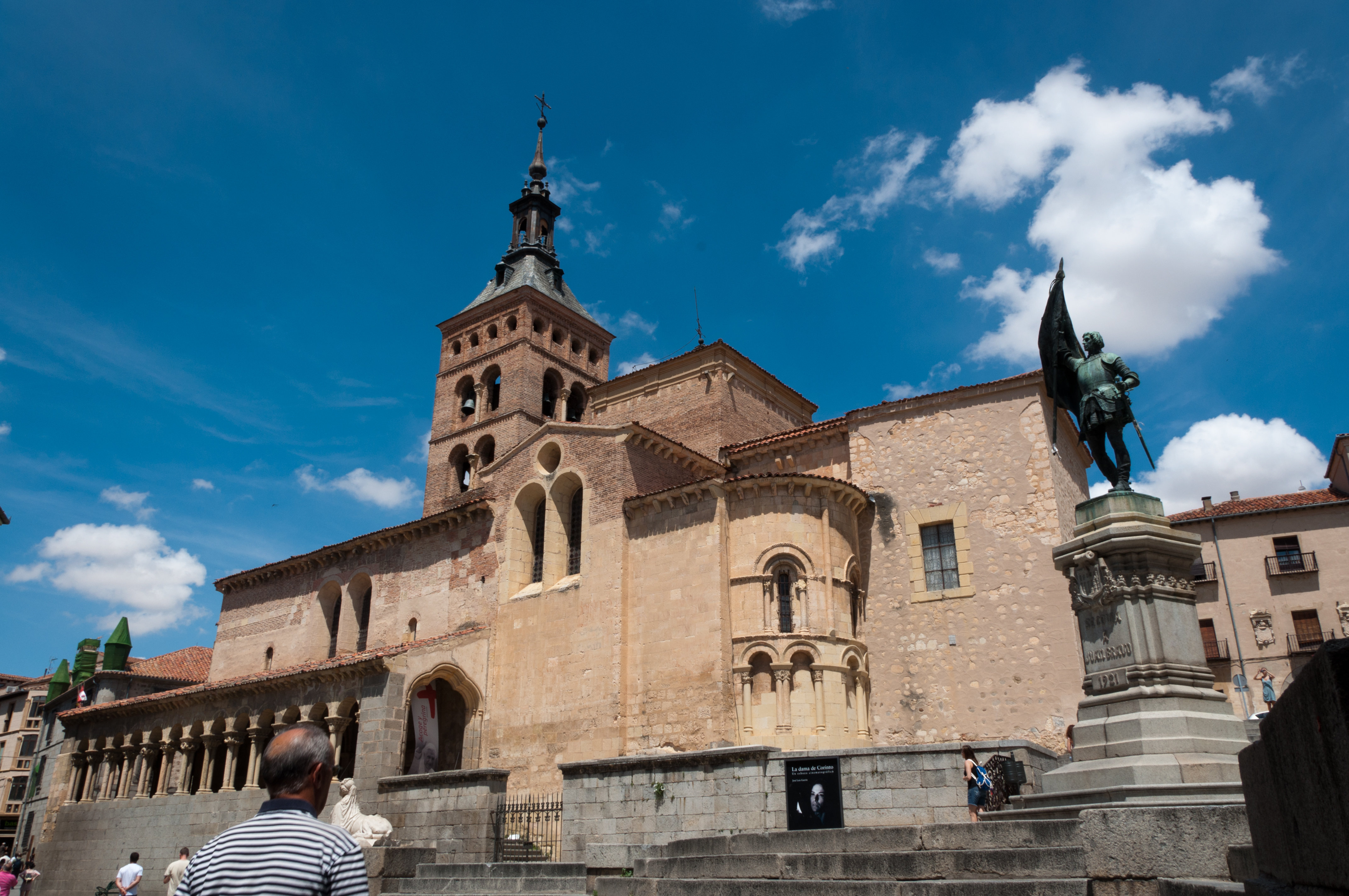
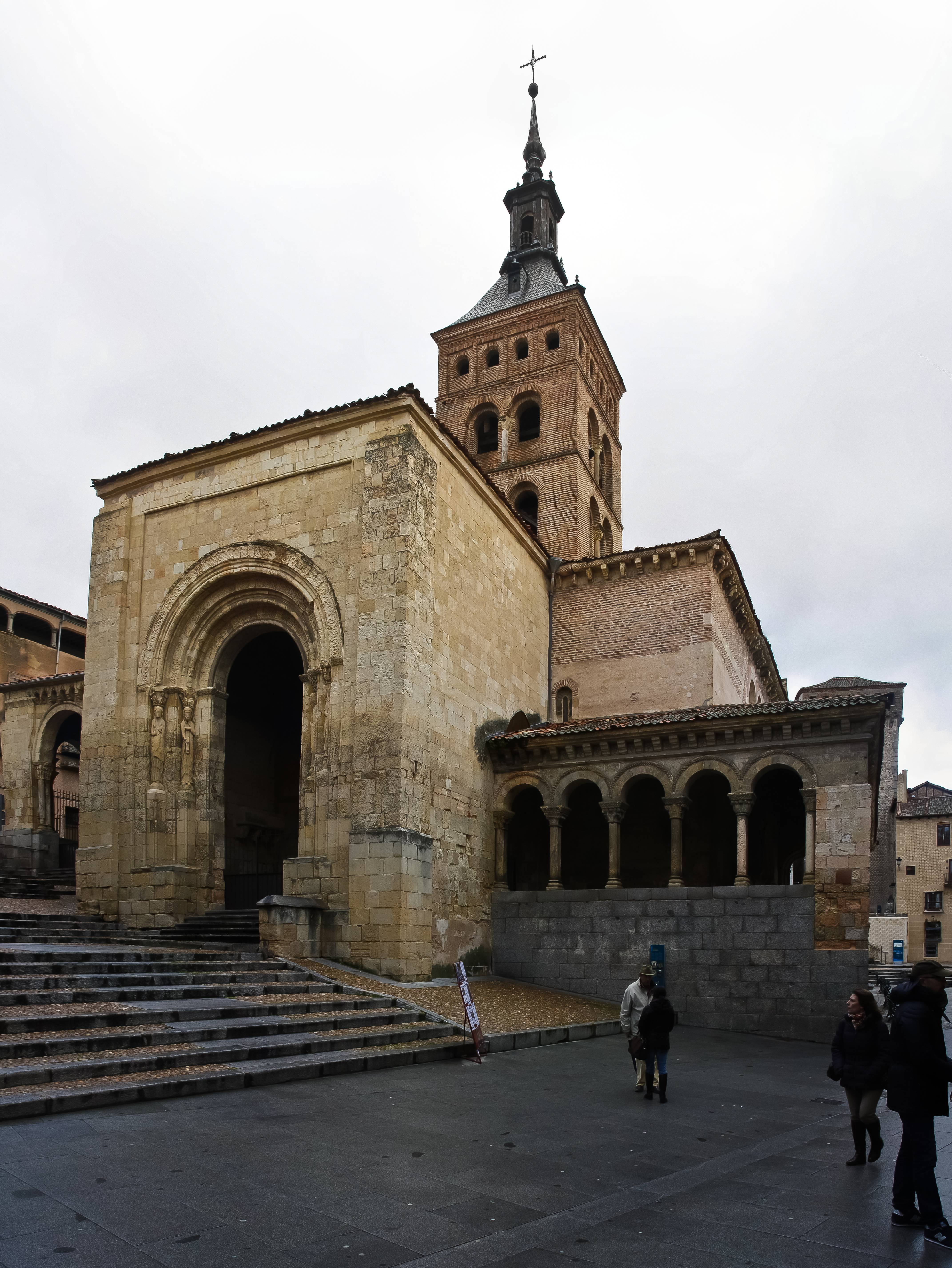